# Departamento de Loncomilla
| Departamento de Loncomilla | Departamento de Loncomilla  |
| -------------------------- | --------------------------- |
| Cabecera:                  | San Javier                  |
| Superficie:                | km²                         |
| Habitantes:                | hab                         |
| Densidad:                  | hab/km²                     |
| Comunas/ Subdelegaciones:  | - San Javier - Villa Alegre |
| Ubicación                  |                             |
|                            |                             |

| Departamento de Loncomilla | Departamento de Loncomilla                                                                           |
| -------------------------- | --- |
| Cabecera:                  | San Javier                                                                                           |
| Superficie:                | km²                                                                                                  |
| Habitantes:                | hab                                                                                                  |
| Densidad:                  | hab/km²                                                                                              |
| Subdelegaciones:           | - 1a San Javier - 2a Maule - 3a Loncomilla - 4a Cunaco - 5a Carrizal - 6a La Huerta - 7a La Vaquería |
| Municipalidades:           | - capital departamental: - San Javier - otras municipalidades (1891) - Villa Alegre (1891)           |
| Ubicación                  | |
|                            | |

El Departamento de Loncomilla, o Departamento de San Javier de Loncomilla, es una antigua división territorial o administrativa de Chile. Fue creado el 11 de diciembre de 1873, con la creación de la Provincia de Linares, a partir de la división del Departamento de Linares. La cabecera del departamento fue San Javier.
Con el DFL 8582 de 30 de diciembre de 1927, se establece que el Departamento de Loncomilla, pasa formar parte de la nueva Provincia de Maule. En 1936, vuelve a formar parte de la Provincia de Linares.

## Límites
El Departamento de Loncomilla limitaba:
- al norte con el Río Maule y el Departamento de Talca
- al oeste con el Departamento de Constitución
- al sur con el Departamento de Linares
- Al este con la Cordillera de Los Andes y la frontera argentina.

## Administración
La administración estuvo en San Javier, en donde se encontraba la Gobernación Departamental. Su primer gobernador departamental fue don Agustín del Solar. Para la administración local del departamento se encuentra, además, la Ilustre Municipalidad de San Javier, instalada en 1874.
El 22 de diciembre de 1891, se crea la Municipalidad de Villa Alegre, con sede en Villa Alegre, administrando las subdelegaciones 3a, Loncomilla y 4a, Cunaco del departamento con los límites que les asigna el decreto del 22 de octubre de 1888. 
Las subdelegaciones restantes (1a, San Javier; 2a, Maule; 5a, Carrizal; 6a, La Huerta; y 7a, La Vaquería) del departamento con los límites que les asigna el 22 de octubre de 1888 son administradas por la Ilustre Municipalidad de San Javier.

## Subdelegaciones
De acuerdo al decreto del 22 de octubre de 1888, las siguientes son las subdelegaciones:
- 1a, San Javier
- 2a, Maule
- 3a, Loncomilla
- 4a, Cunaco
- 5a, Carrizal
- 6a, La Huerta
- 7a, La Vaquería

## Comunas y subdelegaciones (1927)
De acuerdo al DFL 8583 en el Departamento se crean las siguientes comunas y subdelegaciones:
- San Javier, que comprende las antiguas subdelegaciones: 1.a, San Javier; 2.a, Maule; 5.a, Carrizal; 6.a, La Huerta; y 7.a, La Vaquería.
- Villa Alegre, que comprende las antiguas subdelegaciones: 3.a, Loncomilla, y 4.a, Cunaco.